# GRASS GIS
O programa GRASS (Geographic Resources Analysis Support System) é um Sistema de Informação Geográfica (SIG) licenciado sob a GPL (software livre). Pode processar informação raster e vetorial e possui ferramentas de processamento de imagens digitais.

## História e desenvolvimento
Na sua origem, em 1982, o software foi desenvolvido pelo Corpo de Engenheiros do Laboratório de Investigação em Engenharia de Construção do Exército dos Estados Unidos (USA-CERL) como ferramenta de monitorização e gestão ambiental dos territórios sob a administração do Departamento da Defesa, quando não existia no mercado nenhum SIG que respondesse a essas necessidades. Em 1991, é disponibilizado ao público através da Internet. A sua popularidade aumenta nas universidades, empresas e agências governamentais. Em 1997, quando o USA-CERL GRASS anunciou que deixaria de apoiar o programa, a Baylor University assumiu o seu desenvolvimento. A partir desta data, a sua aceitação no meio académico aumentou. Em 26 de outubro de 1999, com a versão 5.0, o código do programa foi lançado sob a GNU GPL. O GRASS foi um dos primeiros oito projectos da Fundação OSGeo. Em 2008, graduou-se oficialmente da fase de incubação.

## Versões
O GRASS está principalmente disponível para plataformas UNI* (GNU/Linux), embora exista um projeto paralelo chamado winGRASS GIS que portou o programa para versões baseadas em NT do sistema operativo Microsoft Windows (Windows NT, Windows 2000, Windows XP, etc.) usando as bibliotecas Cygwin. Tudo isso com código idêntico ao da versão UNIX e GNU/Linux.
A versão 6.x melhorou significativamente a experiência do utilizador em relação à versão 5.x, oferecendo um ambiente gráfico mais fácil de utilizar. Existem tutoriais e dados de exemplo para a versão 6.x com os quais é possível dar os primeiros passos com o GRASS.